# Уолкер, Мерседес Мари
Мерседес Мари Уолкер (англ. Marcedes Mari Walker; род. 17 октября 1986, Филадельфия, Пенсильвания) — азербайджанская и американская баскетболистка. Член женской сборной Азербайджана по баскетболу 3×3.

## Биография
Родилась 17 октября 1986 года в Филадельфии. В 2008 году окончила Питтсбургский университет.

## Ранняя карьера
В течение трёх лет была капитаном и лидировала в сезоне по набору очков и количеству подборов за студенческую команду Питтсбургского университета. В рекордный сезон набрала 33 очка и 22 подбора в игре. Средним показателем за игру было 21,9 очков и 8,9 подборов.
Три раза входила в сборную города. Выиграла приз «All-America honors».
Как студент и юниор выиграла Атлетическую лигу полиции.

## Питтсбург Пантерс
Дебютировала в сезоне 2004—2005 за команду Питтсбург Пантерс в женском дивизионе NCAA.
24 января и 21 февраля 2005 года входила в сборную новичков недели Восточного дивизиона NCAA. После первого сезона вошла в сборную новичков Восточного дивизиона NCAA.
В игре с Ратгерс получила травму плеча и выбыла до конца сезона 2004—2005.
В межсезонье 2005 года получила приглашение на сборы в женскую сборную США по баскетболу, но из-за операции не смогла принять в них участие.
Являлась лидером восточной конференции NCAA по подборам, набирая 9,1 подбора в среднем за игру, и лидером Пантерс по очкам (13,3 за игру, шестой показатель в конференции).
В сезоне 2005—2006 сыграла все 33 игры. Попала в сборную восточной конференции NCAA, войдя в тор-10 по результатам сезона по очкам, подборам и проценту набранных очков с игры. Являлась лидером команды по очкам, набирая в среднем за игру 16,8 очков и 9,1 подбора.
Вошла в символический состав «Banknorth Classic» и «Pitt Thanksgiving Classic». Вошла в тройку капитанов NCAA сезона 2005—2006.
В сезоне 2006—2007 сыграла 32 игры, пропустив одну игру из-за травмы. Попала в символическую сборную «Kodak All-America» I дивизиона NCAA. Игрок дня ESPN.com. 11 и 27 декабря 2006, 15 января и 12 февраля 2007 года получала приз «Big East Weekly Honor Roll».
Играла в команде с 2004 по 2008 год. Всего набрала 1 870 очков. Средний показатель — 15 очков за игру.
Побила рекорд команды по подборам, державшийся 29 лет.
В сезоне 2006—2007 и 2007—2008 выигрывала приз «All Americans».

## Последующая карьера
С 2008 года выступала за Хьюстон Кометс. Выступала за команды из Италии, Израиля, Польши, Турции.

## В составе сборной Азербайджана
Член сборной Азербайджана по баскетболу. За сборную Азербайджана выступает с 2014 года.
Чемпион Исламиады-2017.
С 2020 по 2023 год не играла, сделав перерыв в карьере. В 2023 году вернулась в сборную.
Участвовала в мировой женской серии по баскетболу 3х3 2023 и 2024 года.
В апреле 2024 года на квалификационном турнире в Гонконге завоевала лицензию на олимпийские игры 2024.
26 августа 2024 года пресс-служба Федерации баскетбола Азербайджана объявила, что Мерседес Уокер завершила свою карьеру.